# Elaphidion thompsoni
Elaphidion thompsoni är en skalbaggsart som beskrevs av Fisher 1941. Elaphidion thompsoni ingår i släktet Elaphidion och familjen långhorningar. Inga underarter finns listade i Catalogue of Life.